# Bezskrzydlak pieszy
Bezskrzydlak pieszy (Podisma pedestris) – eurosyberyjski gatunek owada prostoskrzydłego z rodziny szarańczowatych (Acrididae). Jest gatunkiem typowym rodzaju Podisma. Spotykany w lasach mieszanych i iglastych. Osiąga długość 20 mm. Ciało barwy brunatnej z żółtym rysunkiem. Tylne golenie niebieskie.
W Polsce spotykany na niżu (rzadko), gdzie preferuje polanki, przydroża i wrzosowiska w borach sosnowych, oraz w górach – na murawach naskalnych.
Na Czerwonej Liście Zwierząt Ginących i Zagrożonych w Polsce klasyfikowany jest w kategorii VU (narażony).